# Sud Kanem
Le Sud Kanem, anciennement Wadi Bissam (2008-2018), est un des 3 départements composant la province du Kanem au Tchad. Il a été créé par l'ordonnance no 002/PR/08 du 19 février 2008. Son chef-lieu est Mondo.

## Subdivisions
Le département du Sud Kanem est divisé en 2 sous-préfectures :
- Mondo
- Am Doback

## Administration
Liste des administrateurs :
Préfets du Wadi Bissam (2008-2018)
- 9 octobre 2008 : Sossal Samatete[2]
- 3 novembre 2009 : Younous Lony[3]

Préfets du Sud Kanem (depuis 2018)
- nd.